# Amtsgericht Landsberg a.W.
Das Amtsgericht Landsberg a.W. war ein preußisches Amtsgericht mit Sitz in Landsberg a.W., Provinz Brandenburg.

## Geschichte
Seit 1849 bestanden in Preußen Kreisgerichte. Das Kreisgericht Landsberg an der Warthe war dem Appellationsgericht Frankfurt a. d. Oder nachgeordnet. Im Rahmen der Reichsjustizgesetze wurden diese Gerichte 1879 aufgehoben. Das königlich preußische Amtsgericht Landsberg a.W. wurde mit Wirkung zum 1. Oktober 1879 als eines von 14 Amtsgerichten im Bezirk des Landgerichtes Landsberg a.W. im Bezirk des Kammergerichtes gebildet. Der Sitz des Gerichts war die Stadt Landsberg a.W. Sein Gerichtsbezirk umfasste den Landkreis Landsberg ohne die Teile, die den Amtsgerichten Cüstrin und Soldin zugeordnet waren. Am Gericht bestanden 1880 sieben Richterstellen. Das Amtsgericht war damit das größte Amtsgericht im Landgerichtsbezirk. Gerichtstage wurden in Lipke, Vietz und Zanshausen gehalten. Im Jahre 1908 wurde das Amtsgericht Vietz gebildet, und der Sprengel des Amtsgerichts Landsberg a.W. verkleinerte sich entsprechend.
Im Jahre 1945 wurde der Sprengel des Gerichtes unter polnische Verwaltung gestellt. Das Amtsgericht Landsberg a.W. musste entsprechend seine Tätigkeit einstellen.